# Образцова, Татьяна Ивановна
Татьяна Ивановна Образцова (род. 3 марта 1964 года, Москва, РСФСР, СССР) — российский художник, искусствовед и дизайнер, член-корреспондент РАХ (2021).

## Биография
Родилась 3 марта 1964 года в Москве, где живёт и работает.
В 1986 году — окончила Московское высшее художественно-промышленное училище (бывшее Строгановское) по специальности «Интерьер и оборудование (мебельно-декоративные ткани)», а в 1991 года — окончила аспирантуру там же по специальности «искусствоведение».
В 1991 году — защитила кандидатскую диссертацию.
С 1991 по 2001 годы — преподаватель дисциплин «проектирование», «композиция», «роспись по тканям» кафедры «Художественный текстиль» МГХПА имени С. Г. Строганова.
С 2002 по 2014 годы — заведующая кафедрами «Дизайн аксессуаров» и «Промышленный дизайн», директор Института дизайна Московского государственного университета дизайна и технологии.
В 2004 году — работала профессором Европейской академии информатизации в области изобразительного, декоративно-прикладного искусства и архитектуры (Бельгия).
С 2001 по 2002 годы — художник по костюмам киноконцерна «Мосфильм» (реставрация исторических костюмов к к/ф «Война и мир», «Женитьба Бальзаминова»).
С 2017 года — заместитель заведующего Международной кафедрой ЮНЕСКО изобразительного искусства и архитектуры при Российской академии художеств.
С 2004 года — член Творческого союза художников России, с 2009 года — член Союза дизайнеров России, с 2011 года — член Международной общественной ассоциации «Союз дизайнеров».
В 2010 году — избрана почётным членом, а 2021 году — членом-корреспондентом Российской академии художеств от Отделения дизайна.

## Творческая деятельность
Основные произведения
- работы в области декоративного искусства: «Роза мира» (2006, смешанные техники, 120х100, частная коллекция), «Парад планет» (2006, смешанные техники, 120х100, частная коллекция), триптих «Тайны природы» (2011, батик, шелк, 120х90 каждая, собственность автора), «Золотое кольцо» (2018, смешанные техники, 120х110, собственность автора), «Грозовой перевал» (2018, смешанные техники, 120х110, собственность автора), «Серебряный ветер» (2019, 120х110, смешанные техники, собственность автора), «Лунная соната» (2019, смешанные техники, 120х110, собственность автора), «Северное солнце» (2019, смешанные техники, 120х110, собственность автора), «Призрак оперы» (2019, смешанные техники, 120х110, собственность автора);
- работы в области живописи: «Горное озеро» (1995, холст, масло, 105х75, частная коллекция), «Утро туманное» (2000, холст, масло, 105х85, частная коллекция).

Участник художественных выставок и лауреат творческих конкурсов в России и за рубежом.

## Награды
- Почётный деятель искусств города Москвы (2010)
- лауреат премии Союза дизайнеров России «Виктория» за лучшую работу в области дизайна (2007, 2008)
- гран-при Московского международного фестиваля искусств «Традиции и современность» (2009)
- почётная грамота Министерства образования и науки Российской Федерации (2010) — за значительный вклад в дело подготовки высококвалифицированных специалистов, большую работу по развитию и совершенствованию учебного процесса, активную деятельность в области научных исследований, многолетний и плодотворный труд
- медаль Фёдора Пармона Международной общественной ассоциации «Союз дизайнеров» (2011)
- почётная грамота Российской академии естественных наук (2011)

Награды РАХ
- Серебряная медаль «Достойному» РАХ (2012)
- Благодарность РАХ (2018)
- Медаль «Шувалов» РАХ (2019)